# Eiskar
Eiskar je jediným existujícím ledovcem v Karnských Alpách.

## Popis
Jedná se o typický karový ledovec, který díky své stinné poloze a lavinovým svahům v okolí dokázal zatím přežít v nízké nadmořské výšce 2160–2390 m. V chladných obdobích v minulosti se ledovec mohl přehoupnout přes skalní stěnu na Valentinalm pod sebou. Do roku 2000 to vypadalo na brzké roztátí ledovce, tak v letech po roce 2007 se objevily známky konsolidace: v některých sněhových zimách vyrostla ochranná vrstva firnu, která neroztála ani v létě a umožnila ledovci růst. Vzhledem k tomu, že v letech 2007 až 2014 uzavírala ledovec až po jeho vrchol vrstva firnu, nebylo v těchto letech možné provést žádné měření jeho délky. Měření z roku 2015 ukázalo, že za toto období došlo ke konsolidovanému nárůstu o 6,7 m.
Přístup k ledovci je možný po ferratě zespodu a volněji přes skalní stěnu shora. Pozůstatky vojenských pozic svědčí o bojích během horské války v letech 1915–1918.